# Liebig (cratera)
Liebig é uma crater lunar que se localiza a sul-sudeste da cratera Mersenius, e a oeste do Mare Humorum, na parte sudoeste da Lua. A sudoeste de Liebig está a pouco menor cratera de Gasparis.
A borda de Liebig tem uma baixa parede interna, com um solo interno que é quase monótono, exceto por algumas minúsculas crateletas. Ela é aproximadamente, mas não inteiramente circular, com saliências externas para oeste e para sudeste. A pequena cratera com formato de caneca Liebig A se localiza ao longo da parede interna e em parte do solo interno.
A beirada oeste do  Mare Humorum é uma linha falhada designada Rupes Liebig, nomeada por causa dessa cratera. Essa falha se estende por cerca de 180 km ao longo da costa. A sudoeste, na seção da superfície inundada de lava entre Liebig e de Gasparis, há um sistema de rimas chamado Rimae de Gasparis. Elas cobrem uma área com diâmetro de 130 km.

## Crateras do Satélite
Por  convenção essas formações são identificadas em mapas lunares por posicionamento da letra no local do ponto médio da cratera que é mais próximo de Liebig.
| Liebig | Latitude | Longitude | Diâmetro |
| ------ | -------- | --------- | -------- |
| A      | 24.3° S  | 47.7° W   | 12 km    |
| B      | 25.0° S  | 47.1° W   | 9 km     |
| F      | 24.6° S  | 45.7° W   | 9 km     |
| G      | 26.1° S  | 45.8° W   | 20 km    |
| H      | 26.3° S  | 47.3° W   | 11 km    |
| J      | 24.8° S  | 45.0° W   | 4 km     |

### Obras em língua portuguesa
- Freitas Mourão, Ronaldo Rogério de (2008). Dicionário Enciclopédico de Astronomia e Astronáutica. Lexicon. ISBN 9788586368356

### Obras em língua inglesa
- Andersson, L. E.; Whitaker, E. A., (1982). NASA Catalogue of Lunar Nomenclature. [S.l.]: NASA RP-1097
- Blue, Jennifer (25 de julho de 2007). «Gazetteer of Planetary Nomenclature». USGS. Consultado em 5 de agosto de 2007
- B. Bussey; P. Spudis (2004). The Clementine Atlas of the Moon. New York: Cambridge University Press. ISBN 0-521-81528-2
- Cocks, Elijah E.; Cocks, Josiah C. (1995). Who's Who on the Moon: A Biographical Dictionary of Lunar Nomenclature. [S.l.]: Tudor Publishers. ISBN 0-936389-27-3
- McDowell, Jonathan (15 de julho de 2007). Lunar Nomenclature (Relatório). Jonathan's Space Report. Consultado em 24 de outubro de 2007
- Menzel, D. H.; Minnaert, M.; Levin, B.; Dollfus, A.; Bell, B. (1971). «Report on Lunar Nomenclature by The Working Group of Commission 17 of the IAU». Space Science Reviews. 12. 136 páginas
- Moore, Patrick (2001). On the Moon. [S.l.]: Sterling Publishing Co. ISBN 0-304-35469-4
- Price, Fred W. (1988). The Moon Observer's Handbook. [S.l.]: Cambridge University Press. ISBN 0521335000
- Rükl, Antonín (1990). Atlas of the Moon. [S.l.]: Kalmbach Books. ISBN 0-913135-17-8
- Webb, Rev. T. W. (1962). Celestial Objects for Common Telescopes 6th revision ed. [S.l.]: Dover. ISBN 0-486-20917-2
- Whitaker, Ewen A. (1999). Mapping and Naming the Moon. [S.l.]: Cambridge University Press. ISBN 0-521-62248-4
- Wlasuk, Peter T. (2000). Observing the Moon. [S.l.]: Springer. ISBN 1852331933